# Senat Diepgen III
Der Senat Diepgen III war vom 24. Januar 1991 bis zum 25. Januar 1996 die Landesregierung des Landes Berlin.
Die Wahl zum Abgeordnetenhaus von Berlin hatte am 2. Dezember 1990 (zusammen mit der Bundestagswahl 1990) stattgefunden.
| Amt                                           | Name                                 | Partei | Partei    |
| --------------------------------------------- | ------------------------------------ | ------ | --------- |
| Regierender Bürgermeister                     | Eberhard Diepgen                     |        | CDU       |
| Bürgermeisterin                               | Christine Bergmann                   |        | SPD       |
| Senatorin für Arbeit und Frauen               | Christine Bergmann                   |        | SPD       |
| Senator für Bau- und Wohnungswesen            | Wolfgang Nagel                       |        | SPD       |
| Senator für Bundes- und Europaangelegenheiten | Peter Radunski                       |        | CDU       |
| Senator für Finanzen                          | Elmar Pieroth                        |        | CDU       |
| Senator für Gesundheit                        | Peter Luther                         |        | CDU       |
| Senator für Inneres                           | Dieter Heckelmann                    |        | parteilos |
| Senator für Jugend und Familie                | Thomas Krüger (bis 8. November 1994) |        | SPD       |
| Senator für Jugend und Familie                | Ingrid Stahmer                       |        | SPD       |
| Senatorin für Justiz                          | Lore Maria Peschel-Gutzeit           |        | SPD       |
| Senatorin für Justiz                          | Jutta Limbach (bis 24. März 1994)    |        | SPD       |
| Senator für Kulturelle Angelegenheiten        | Ulrich Roloff-Momin                  |        | parteilos |
| Senator für Schule, Berufsbildung und Sport   | Jürgen Klemann                       |        | CDU       |
| Senatorin für Soziales                        | Ingrid Stahmer                       |        | SPD       |
| Senator für Stadtentwicklung und Umweltschutz | Volker Hassemer                      |        | CDU       |
| Senator für Verkehr und Betriebe              | Herwig Haase (bis 30. November 1995) |        | CDU       |
| Senator für Wirtschaft und Technologie        | Norbert Meisner                      |        | SPD       |
| Senator für Wissenschaft und Forschung        | Manfred Erhardt                      |        | CDU       |